# Kasia Struss
Kasia Struss (nata Katarzyna Strusińska; Ciechanów, 23 novembre 1987) è una supermodella polacca.

## Carriera
Kasia Struss inizia a sfilare quando era ancora una studentessa nella sua città natale Ciechanów, per poi iniziare la propria carriera nel mondo della moda dopo essersi diplomata.
È comparsa sulle copertine di numerose riviste, tra cui Vogue Italia, USA, Francia, Numéro, W, V, Dazed e Ten Magazine. Nel dicembre 2009 è comparsa sulla copertina di Vogue Italia, e nel gennaio 2010 su Vogue USA, fotografata da David Simms.
Ha sfilato sulle passerelle di Prada, Louis Vuitton, Miu Miu, Marc Jacobs, Viktor & Rolf, Calvin Klein, Dolce & Gabbana, Gucci, Givenchy, Chanel, Chloé, Christian Dior, Alexander McQueen, Balenciaga, John Galliano, Valentino, Kenzo, Diesel, DKNY, Donna Karan, Burberry Prorsum, Alessandro Dell'Acqua, Sonia Rykiel, Gareth Pugh, Julien MacDonald, Yves Saint Laurent, Nina Ricci, Balenciaga, Costume National, Jil Sander, Sinha Stanic, Jil Stuart, Loewe, Wunderkind.
La Struss è inoltre stata testimonial per Chloe, Mulberry, Dior, Dolce & Gabbana, Pringle of Scotland, Jil Sander e Valentino, Costume National.
La modella è stata nominata da Vogue Parigi come una delle migliori trenta modelle degli anni duemila.

## Agenzie
- Women Management - New York, Milano, Parigi
- Storm Model Agency - Londra
- Modelwerk
- Avant Management
- NBPeople
- TFM world - Norway